# 1985년 대한민국 국회부의장 보궐선거
제12대 국회 전반기 부의장 보궐선거는 1985년 10월 28일 실시되었다.
선거 결과 3선의 조연하 신한민주당 의원이 국회부의장에 선출되었다.
관례상 야당 몫 국회부의장에는 제1야당인 신한민주당에서 지명한 후보가 만장일치에 가까운 지지로 당선되어야 했으나, 이 선거에는 무려 다섯 명이나 되는 후보들이 경합하여 유래 없는 혼전 양상을 띄게 되었다. 결국 신한민주당의 공식 지명자인 이용희 의원은 낙선하고, 독자 출마한 조연하 의원이 당선되는 파란이 일어났다.
그러나 이같이 어렵사리 국회부의장에 당선된 조연하 부의장은 그 임기를 다 채우지 못하고 당선 1년만인 1986년 10월 22일 이재형 국회의장에게 국회부의장직 사퇴서를 제출하였다. 조연하 부의장은 앞선 10월 17일 유성환 신한민주당 의원의 구속 동의안이 여당 의원들에 의해 변칙 통과된 것에 대해 의장단의 일원으로서 책임을 지기 위해 사퇴하는 것이라고 밝혔다. 국회는 11월 29일 무기명 투표를 실시하고 총투표수 164표 중 찬성 147표, 반대 16표, 기권 1표로 조연하 부의장의 사임을 허가하였으나, 두 명의 국회부의장 중 하나만 궐원되었을 시에는 보궐선거를 행하지 않아도 된다는 규정에 따라 그의 자리를 공석으로 두게 되었다.

## 선거 제도
국회의 의장 및 부의장은 국회의원들의 무기명 투표로 선출하되 만약 1차 투표 결과 재적 의원의 과반을 득표한 자가 없으면 2차 투표를 실시하고, 2차 투표에서도 과반 득표자가 나오지 않을 시 최고득표자와 차점자에 대하여 3차 결선 투표를 실시하되 이 경우 단순 다수 득표자를 당선자로 하도록 되어있었다.

## 배경
1985년 5월 13일 국회의장단 정기 선거 당시 제1야당 측 부의장에 당선된 김녹영 부의장이 취임 2개월만인 1985년 7월 10일 서거함에 따라 그 잔여 임기를 채울 새 국회부의장을 선출하게 되었다.
당시 정당별 국회 의석 수는 각각 민주정의당 148석, 신한민주당 102석, 한국국민당 21석, 민주한국당 3석, 무소속 1석 등이었다. 따라서 원내 제2당이자 제1야당인 신한민주당이 국회부의장 지명권을 갖게 되었다. 신한민주당은 동교동계, 상도동계, 비민추협계 등의 파벌들로 이루어져 있었는데, 요직 인선을 두고 파벌 간 갈등이 빚어지는 걸 막기 위해 미리 각 파벌에 차지할 직책을 협의해 정해놓은 바 있었다. 그 중에서도 국회부의장 후보는 동교동계에서 차지하도록 정해져 있었고, 따라서 작고한 김녹영 부의장의 후임자 또한 동교동계에서 지명하게 되었다.

## 후보

### 신한민주당
동교동계를 이끌던 12인위원회는 7월 25일 김대중 민주화추진협의회 공동의장의 주재로 회의를 갖고 조연하 의원을 국회부의장 후보로 내정하였다. 조연하 의원은 정치 규제로 발이 묶인 김대중 공동의장을 대신해 사실상 동교동계를 이끌어온 김상현계의 일원인데다, 제5대 국회 때부터 국회의원을 한 원로 인사로써 정식으로 내정 사실이 알려지기 전부터 국회부의장 후보가 될 것이 확실한 것으로 알려져 있었다. 이민우 신한민주당 총재는 8월 10일 조연하 의원이 신한민주당의 국회부의장 후보로 결정되었음을 정식으로 발표하였다.
그러나 8월 21일, 김대중 민추협 공동의장은 이민우 총재와 김영삼 민추협 공동의장을 만나 국회부의장 후보를 유제연 의원으로 교체한다고 통보하였다. 앞서 조연하 의원이 속한 김상현계는 김대중 공동의장의 리더십에 반기를 들고 8월 전당대회에서 독자 행동을 하는 등 김대중 공동의장과의 사이가 나빠지고 있는 상황이었다. 그러던 중 김상현 전 의원과 조연하 의원이 사석에서 김대중 공동의장을 비난하는 발언을 한 사실이 알려지기까지 하며 완전히 김대중 공동의장의 눈 밖에 난 것으로 알려졌다. 후보 교체 소식을 들은 김상현 전 의원은 21일 밤 김대중 공동의장의 자택에 찾아가 자신이 지난 세월 김대중 공동의장을 위해 헌신하고 모진 고초를 당한 것을 피력하며 재고를 요청하였으나, 김대중 공동의장은 뜻을 굽히지 않았다.
이민우 총재는 8월 23일 유제연 의원이 국회부의장 후보로 지명되었음을 정식으로 발표할 예정이었으나, 유제연 의원이 1973년 간통 사건에 연루된 적이 있다는 사실이 논란이 되어 당내 분란이 커지자 발표를 연기하였다. 동교동계는 "남자가 그럴 수도 있는 것"이라며 유제연 의원을 옹호했으나, 상도동계 및 비민추협계 의원들은 도덕성에 흠집이 있는 인사를 인정할 수 없다며 강력하게 반발하였다. 신보수회 소속 박해충 의원은 김대중 개인이 맘대로 결정하는 것이 부적절하다며 자유 투표를 주장하였다.
신한민주당 소속 의원 중 유제연 의원을 지지하겠다는 인원은 절반이 채 되지 않는 것으로 알려졌다. 당 지도부는 당내에서 반란표가 나오더라도 다른 당 의원들이 관례에 따라 제1야당의 공식 지명자를 만장일치로 지지해 주면 당선에 문제가 없을 것으로 보고 선거를 낙관했다. 그러나 전체 의석의 과반을 점하고 있던 민주정의당이 유제연 의원의 윤리적 결격 사유를 문제 삼으며 협조 거부를 당론으로 정했고, 신한민주당 지도부는 당혹감을 감추지 못했다.
결국 8월 24일로 예정돼있던 국회부의장 보선은 무기한 연기되었다. 신한민주당 지도부는 그 동안 여야 의원들에 대한 설득 작업을 벌였으나, 결국 유제연 의원은 경쟁력이 없는 것으로 판단하고 후보 교체를 결정하였다.
유제연 의원은 10월 25일 국회부의장 후보 사퇴를 선언하였으며, 신한민주당은 그 대신 당 사무총장인 이용희 의원을 국회부의장 후보로 지명한다고 발표하였다. 그러나 조연하, 박해충, 김옥선 등 독자 출마자들은 끝까지 출마를 철회하지 않아, 선거 결과는 민주정의당 의원들의 표심의 향배에 따라 결정될 것으로 관측되었다.
민주정의당은 관례대로 신한민주당의 공식 후보인 이용희 의원을 지지할 것을 소속 의원들에게 통지했다. 그러나 민주정의당 내부에서는 "이용희 의원을 밀 경우 민주정의당이 동교동계를 밀어 주는 모양이 되지 않느냐"는 반대 여론이 강해 다수의 산표가 예상되었다.

### 한국국민당
이같이 제1야당 신한민주당의 국회부의장 후보가 단일화되지 못하자 제2야당인 한국국민당은 10월 26일 의총을 열고 김광수 의원을 국회부의장 후보로 지명했다. 관례대로 제1야당의 공식 후보를 지지하지 않고 독자 후보를 낸 것에 대해 한국국민당은 제1야당 신한민주당에서 단일 후보를 내지 못하고 있는데다, 이참에 소수당의 존재감도 알려야 하기 때문이라는 입장이었다.
김광수 의원은 1차 투표 직후 국회부의장 후보 사퇴 및 이용희 후보 지지를 선언하였다. 그러나 한국국민당은 당론으로 2차 투표에서 지지할 후보를 정하지 않고 자유 투표를 하기로 하였다. 한국국민당 의원들의 대부분은 조연하 의원에게 표를 던진 것으로 알려졌다.

### 기타
신한민주당은 유제연 의원을 공식 후보로 지명했으나, 다수의 소속 의원들은 이에 불복하고 독자 출마를 선언하였다. 당 지도부는 유제연 의원의 지명을 철회하고 이용희 의원을 후보로 지명하는 등 당의 내분을 막기 위해 노력했으나, 끝내 이들 의원들이 출마를 철회하지 않아 후보 단일화에 실패하고 말았다.
조연하 의원은 자신에 대한 신한민주당의 공식 지명이 철회되자 이에 반발하고 독자 출마를 선언하였다.
신한민주당 비민추협계의 김옥선 의원은 8월 22일 출마를 선언하고 여야 의원들의 지지를 호소했다. 그는 23일 기자들과 만나 "당내 계보 간 추악한 나눠먹기 행태가 국회를 오염시키는 걸 두고 볼 수 없다"며 국회부의장 선거 출마의 변을 밝혔다.
신한민주당 내 민주한국당 또는 한국국민당 출신 의원들의 모임인 신보수회의 일원이면서 상도동계 소속이었던 박해충 의원은 8월 24일 "국회부의장의 선정은 의원들의 중의를 물어 뽑아야지 양김씨에 대한 충성도에 따라 결정한다면 어찌 공당이라 할 수 있느냐"며 출마를 선언하였다.

## 선거 결과
서울특별시 구로구 지역구의 조연하 신한민주당 의원이 당선되었다.
| 후보   | 소속       | 1차 투표 | 1차 투표 | 2차 투표 | 2차 투표 | 비고 |
| 후보   | 소속       | 득표     | %        | 득표     | %        | 비고 |
| ------ | ---------- | -------- | -------- | -------- | -------- | ---- |
| 조연하 | 신한민주당 | 68       | 24.7     | 139      | 50.5     | 당선 |
| 이용희 | 신한민주당 | 92       | 33.5     | 90       | 32.7     |      |
| 김옥선 | 신한민주당 | 34       | 12.4     | 12       | 4.4      |      |
| 박해충 | 신한민주당 | 12       | 4.4      | 4        | 1.5      |      |
| 이기택 | 신한민주당 | 1        | 0.4      | 1        | 0.4      |      |
| 이철승 | 신한민주당 | 0        | -        | 1        | 0.4      |      |
| 김광수 | 한국국민당 | 38       | 13.8     | 0        | -        |      |
| 고재청 | 신한민주당 | 1        | 0.4      | 0        | -        |      |
| 박한상 | 신한민주당 | 1        | 0.4      | 0        | -        |      |
| 기권   | 기권       | 10       | 3.6      | 9        | 3.3      |      |
| 무효   | 무효       | 8        | 2.9      | 5        | 1.8      |      |
| 결석   | 결석       | 10       | 3.6      | 14       | 5.1      |      |
| 재적   | 재적       | 275      | 100      | 275      | 100      |      |

1차 투표가 끝난 직후 김대중 민추협 의장은 신한민주당 지도부에 사람을 보내 "보다 더 확실한 민주정의당 측의 보장이 없는 한 투표를 연기하는 게 좋겠다"는 의견을 전했으나, 이민우 총재와 김동영 원내총무 등 당 지도부는 물론 이용희 의원까지 이미 민주정의당의 지원 약속이 확실해 걱정할 것이 없다고 주장해 곧바로 2차 투표가 진행되게 되었다. 한편 조연하 의원은 1차 투표 전 김상현 전 의원으로부터, 그리고 2차 투표 전 이민우 총재로부터 거듭해서 출마 철회를 종용 받았으나 끝내 완주를 천명하였다.
2차 투표 결과 민주정의당의 이용희 의원 지지 약속에도 불구하고 조연하 의원이 압도적인 득표수로 당선되자 신한민주당은 "민주정의당 측의 완벽한 사기"라며 항의, 예정된 운영위원장 선거에 참여하지 않고 소속 의원 전원이 본회의장을 퇴장하였다. 이용희, 김옥선 등은 선거에 참여했던 사람으로써 결과에 불복하고 퇴장하는 모습을 보일 수는 없다며 의석에 남으려 했으나 결국 동료들에 의해 끌려나가듯이 퇴장하였다. 조연하 의원은 선거 결과 발표 직후 단상에 올라 취임사를 해야 했으나, 당내 갈등이 봉합되지 않은 것을 고려하여 취임을 하지 않고 퇴장하였다. 결국 조연하 부의장은 12월 23일에야 취임했다.

## 후폭풍
각자 소속 의원들에게 당론을 관철시키는데 실패한 신한민주당과 민주정의당은 둘 다 큰 충격에 빠지게 되었다. 신한민주당은 당일 의원총회를 열고 당명을 어기고 출마해 국회부의장에 당선된 조연하 의원을 제명할 것을 결의하였다. 의원총회 직후 김동영 신한민주당 원내총무는 이민우 총재를 찾아가 선거 결과에 대한 책임을 지고 사퇴서를 제출하였으나 이민우 총재가 그 자리에서 사퇴서를 찢어버리며 이를 반려해 유임되었다.
이후 조연하 의원은 자신이 당명을 어긴 것은 정치 도의에 어긋난 것이라는 비판에 대해 "내가 당선된 것은 본래의 정상으로 돌아간 것"이라고 주장하였다. 또한 자신이 민주정의당 지도부와 내통하여 표를 얻은 것이라는 주장에 대해서는 자신은 민주정의당과 한국국민당의 소속 의원들에게 개별적으로 접촉해 지지를 호소한 것 뿐이며, 자신의 당내 세력 또한 동교동계와 상도동계만큼은 아니지만 상당해 이같은 득표를 할 수 있었던 것이라고 주장하였다. 조연하 의원은 당선된지 2개월이 지난 12월 23일에야 정식으로 국회부의장에 취임하였다.
신한민주당은 11월 14일 중앙당기위원회를 열고 박해충 의원에 대해서는 경고, 조연하 의원과 김옥선 의원에 대해서는 제명을 각각 결정하였다. 다만 신한민주당은 12월 27일 정무회의를 열고 조연하 의원과 김옥선 의원을 제명하지 않기로 하고 대신 당원권 정지 2년을 결정하였다. 이같은 내용의 징계안은 다음 해 1월 31일 의원총회에서 그대로 통과되었다.
민주정의당 역시 논란에서 자유롭지 못했는데, 당 바깥에서는 신한민주당의 내홍을 조장하기 위해 일부러 조연하 의원에게 표를 몰아주었다는 의혹을 받는 한편 안으로는 당 지도부의 의원들에 대한 통제력에 물음표가 떠오르게 되었다. 당시 민주정의당 내부에서는 노태우 당 대표위원과 이세기 원내총무의 리더십에 대해 무기력하고 야당에 끌려다니기 바쁘다는 비판이 제기되고 있던 터였다. 민주정의당은 "그동안 신한민주당의 (대여 공세에) 당하기만 한 민주정의당 의원들의 불만과 반발이 얼마나 컸는가를 보여준 것"이라고 주장하는 등 프레임을 바꾸려 애썼으나, 소속 의원들이 당 지도부에 항명을 했다는 사실은 당내에 큰 충격을 주고 말았다.